# Frederiksgade
Frederiksgade er en gade i kvarteret Frederiksstaden i Indre By i København. Den går fra Store Kongensgade til Toldbodgade ved Amaliehaven og havnekanten og passerer undervejs Marmorkirken, Bredgade og Amalienborg Slotsplads med kongeslottet Amalienborg. Ved Marmorkirken er gaden delt i to, der går i kurve rundt om kirken, før de to dele mødes igen på den anden side.
Delen fra Marmorkirken til havnekanten udgør den såkaldte Amalienborg-akse, som er den kortere men mere prominente af de to akser som Frederiksstaden er centreret omkring. På Amalienborg Slotsplads krydser Frederiksgade Amaliegade, som udgør den anden, længere akse. På midten af pladsen hvor de to akser mødes, står Jacques Salys rytterstatue af kong Frederik 5. med front mod Marmorkirken.
I nyere tid er Amalienborg-aksen blevet forlænget og genfortolket. I 1983 blev den lille park Amaliehaven anlagt mellem Amalienborg og havnekanten med et stort centralt springvand, der ligger lige på aksen. Med anlæggelsen af operahuset på Holmen mellem 2001 og 2004 blev aksen desuden forlænget over havnen. Begge projekter blev udtænkt og finansieret af A.P. Møller og Hustru Chastine Mc-Kinney Møllers Fond til almene Formaal og var kontroversielle ved deres respektive anlæggelser.
I nr. 19 ligger Estlands ambassade.